# Dean and Shelton
Dean and Shelton est une paroisse civile du Bedfordshire, en Angleterre.